# Grjazev-Sjipunov GSj-23
Grjazev-Sjipunov GSj-23 (ryska: Грязев-Шипунов ГШ-23) är en automatkanon utvecklad i Sovjetunionen på 1960-talet för att ersätta Nudelman-Richter NR-23. En ovanlig egenskap är att den fungerar enligt Gasts princip; När ett av kanonens två eldrör avfyras så laddas det andra om av rekylkraften. En princip som möjliggör hög eldhastighet i ett lätt vapen.
GSj-23 introducerades i form av kanonkapseln UPK-23 (Universalnyj pusjetjnyj kontejner = universell kanonkapsel) med 250 patroner på MiG-21PFM Fishbed-F. MiG-21M Fishbed-J och MiG-23 fick senare samma kanon som fast beväpning i en gondol med beteckningen GP-9. Även bombflygplan som Tu-22M och transportflygplan som Il-76 fick dubbla GSj-23 (totalt fyra eldrör) som självförsvarsvapen i ett rörligt aktertorn.

## Varianter
- GSj-23 – Ursprunglig modell.
- GSj-23L – GSj-23 med mynningsbroms.

## Bilder
| En UPK-23 med 250 patroner. Denna kapsel är främst avsedd för luftstrid. |  | En SPPU-22 (Samoletnaj podvesnaj pusjetjnaja ustanovka) där kanonen kan riktas upp till 30° nedåt. |
| En UPK-23 med 250 patroner. Denna kapsel är främst avsedd för luftstrid. |  | En SPPU-22 (Samoletnaj podvesnaj pusjetjnaja ustanovka) där kanonen kan riktas upp till 30° nedåt. |